# Марбургска хеморагична треска
Марбургската хеморагична треска е остро инфекциозно заболяване от групата на вирусните хеморагични трески, протичащо с токсикоинфекциозен, гастроентеритен и хеморагичен синдром. Причинява се от Marburg Fever virus от семейство Flaviviridae, съдържащ РНК молекула, развиващ се добре на клетъчни Vero-култури и при инокулация на морски свинчета. Не е устойчив на външни условия.

## История
Описана е за първи път през 1967 г. сред работещи в научни лаборатории и научни институти в Марбург, Франкфурт, Белград и Русия, при работата им с клетъчни култури от зелени африкански маймуни, внесени в тези лаборатории за научни цели от Уганда. Развивали се малки епидемии. По-късно са наблюдавани и епидемии в Африка – Зимбабве и ЮАР. Причинителят е открит през 1968 г. от Г. Мартин и Р. Сигерт.

## Епидемиология
Резервоар и източник на зараза са зелените африкански маймуни Cercopithecus ethyops. Болният човек е също много контагиозен, като вирусът се намира в кръвта, урината, храчките, половите и други секрети.

### Механизми на заразяване
Пътищата на заразяване при човека са:
- при пряк контакт със секретите на болни хора или маймуни;
- аерозолен (въздушно-капков);
- полов – регистрирани са 83 случая на заразяване на половите партньори от болни, главно в семействата им;
- чрез кръвни манипулации – няколко вътреболнични инфекции;
- вертикален механизъм – в единични случаи.

Възприемчивостта е голяма, контагиозният индекс – много висок.

## Патогенеза
Подобна като тази на Кримската хеморагична треска. Изразен вазо- и пантропизъм със засягане на хемостазата, бъбреците и другите вътрешни органи.

## Клинична картина
Инкубационния период е от 3 до 9 дни. Протича с остро начало с токсикоинфекциозен и краниофарингиален синдром. Към тях се прибавя и гастроентерален синдром с болки в корема, гадене, повръщане, многократни диарийни изхождания с примеси на слуз и кръв, бързо се развива и тежка дехидратация. По кожата, главата на трупа, се появява дребен макуло-папулозен обрив. Към 4 – 5 ден се включва хеморагичен синдром, изразен предимно с епистаксис, кървене от половите органи и по кожата. Едновременно с това налице са и хепатомегалия с манифестен иктер, както и остра белодробна недостатъчност, азотемия, мозъчен и белодробен оток. При някои болни налице е енцефалитен синдром с гърчове и кома. Еволюцията при повечето болни е лоша – развиват се или токсикоинфекциозен, респ. хеморагичен шок, или остра белодробна недостатъчност, като леталитета е 70 %.

## Диагноза
Клиникоепидемиологична. В лабораторните изследвания има: протеинурия, богат седимент, анемия, левкопения, лимфоцитоза, тромбопения, силно ускорено СУЕ. Характерно е и силното повишение на серумните трансаминази, като израз на тежко чернодробно засягане – хепатоцитолиза.

### Вирусологични изследвания
- Изолиране на вируса върху клетъчни култури или със заразяване на лабораторни животни, от кръвта, урината или храчките на болния, също и от трупен материал при починалите.
- Серодиагностика с реакция за свързване на комплемента.

## Диферинциална диагноза
В диферинциалната диагноза влизат останалите вирусни хемолитични трески, особено треска ебола, сепсисът, острата левкоза, жълта треска и др.

## Лечение
Хоспитализация и осигуряване на режим на гледане както при особено опасни инфекции. Интензивни наблюдения и грижи.
- Етиологично лечение. Провежда се с рибавирин или интерферон – по 6 МЕ дневно, за срок от 14 дни, в съчетание и с рековалесцентна плазма. Прилагане на хепарин, но преди манифестирането на хеморагичния синдром. В ЮАР с тази терапия трима пациенти са се излекували напълно.

## Прогноза
Много сериозна предвид високия леталитет.